# 王欣夫
王欣夫（1901年—1966年），原名大隆，字補安。江蘇吳縣人。文獻學家。
原籍浙江嘉興。早年受業於金松岑，後從曹元弼習經學。1935年搜求顧廣圻題跋，輯成《思適齋書跋》一百八十餘篇。曾任聖約翰大學教授、復旦大學中國古典文獻學教授。晚年書齋名“蛾術軒”，取自《禮記·學記》“蛾子時術之”，收藏古籍珍本善本甚多。文革時被關進牛棚，1966年因患肺炎病逝。著有《文獻學講義》、《補三國兵志》、《藏書紀事詩補正》，其中《文獻學講義》，被譽爲研讀文獻學之必備參考書。